# Golf de Boughrara

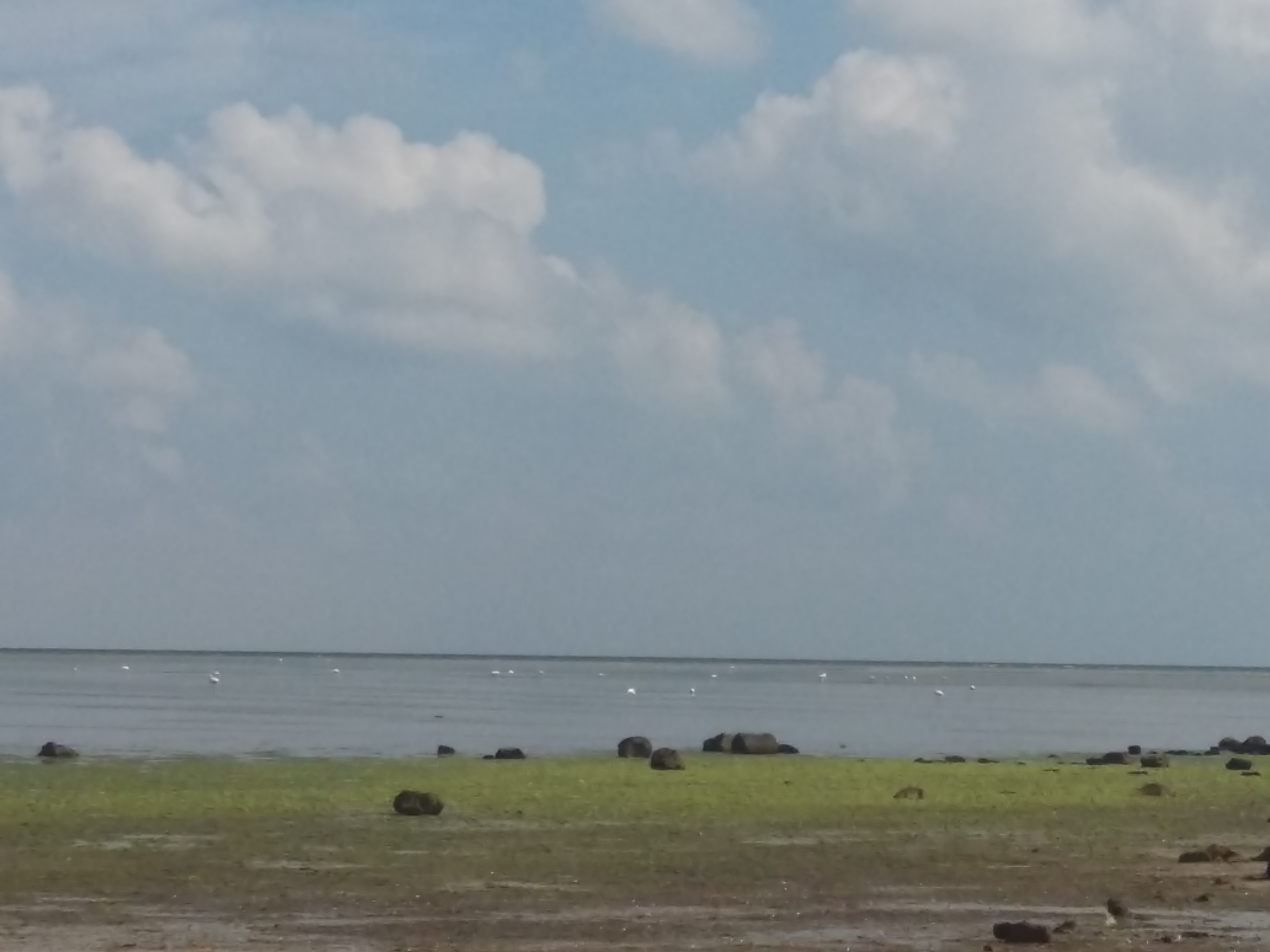
El golf de Boughrara

El golf de Boughrara (àrab: خليج بوغرارة, Ḫalīj Būḡrāra) és la zona de la mar Mediterrània que s'endinsa cap a Tunísia entre el cap de Jorf (Ras Jorf) i el cap d'El Kantara (Ras al Kantara), i queda gairebé tancada per l'illa de Gerba que resta separada del continent pels estrets que hi ha en cadascun d'aquests caps. El seu nom és el de la ciutat de Bou Ghrara, que es troba a prop de la costa al bell mig del litoral del golf, però que avui és més coneguda com a Gightis, a causa de la fame de les ruïnes romanes d'aquest nom, properes a la ciutat. Gightis fou el port romà d'aquest golf, i Bou Ghrara és l'únic port de la part continental, si bé a l'illa de Gerba es troben els d'Ajim i Guellaia. Al golf hi ha l'illa de Guetaïa el Gueblia (nord-oest) i la de Jeliji (est), i al mig de l'estret de Jorf es troba l'illa de Guetaïet el Baharia. Tant les illes com el conjunt del golf constitueixen una reserva natural de Tunísia.